# Elbersdorf (Hessen)
Elbersdorf is een dorp in Duitsland. Het dorp heeft 1000 inwoners en ligt in de gemeente Spangenberg.

## Afbeeldingen van Elbersdorf

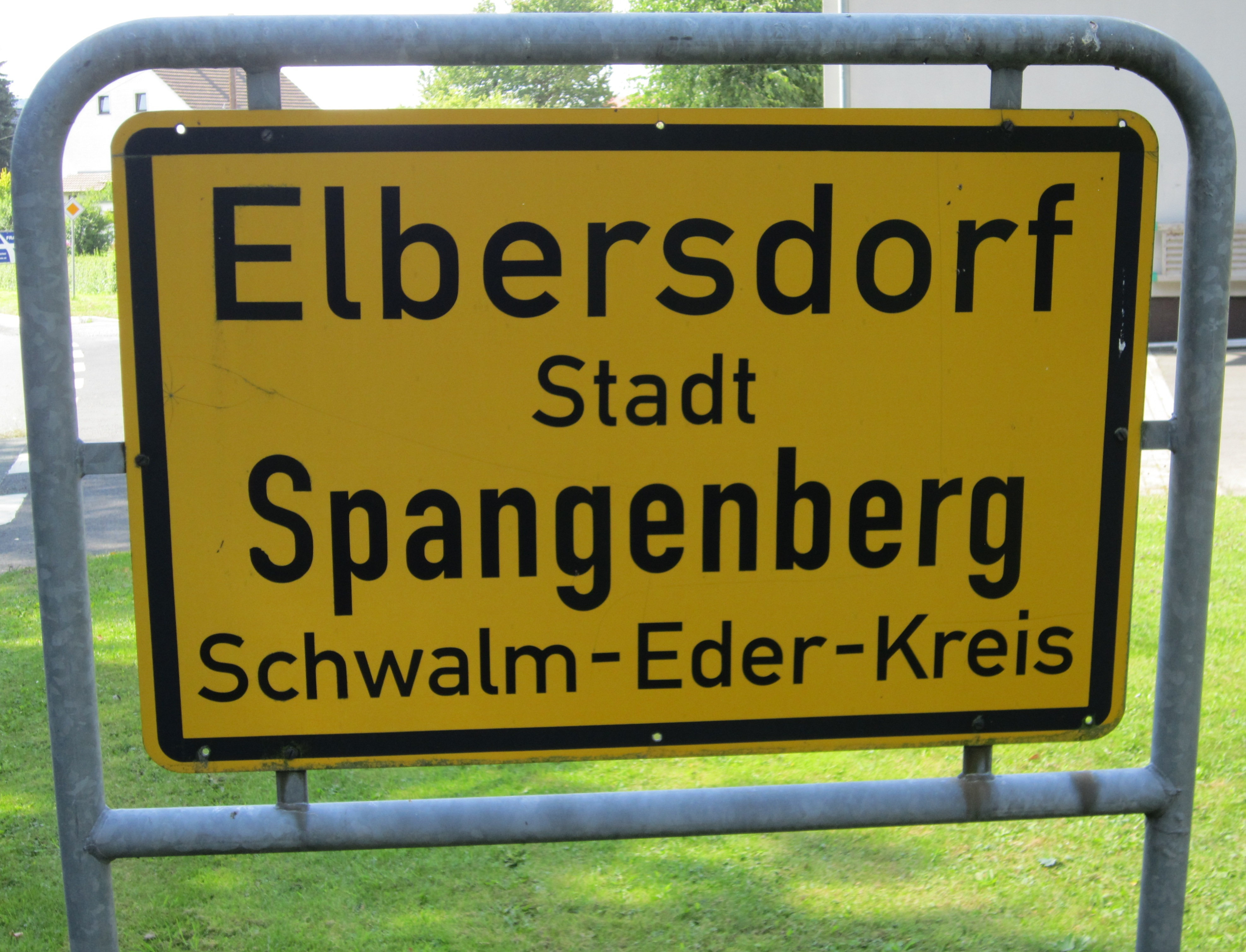
plaatsnaambord Elbersdorf
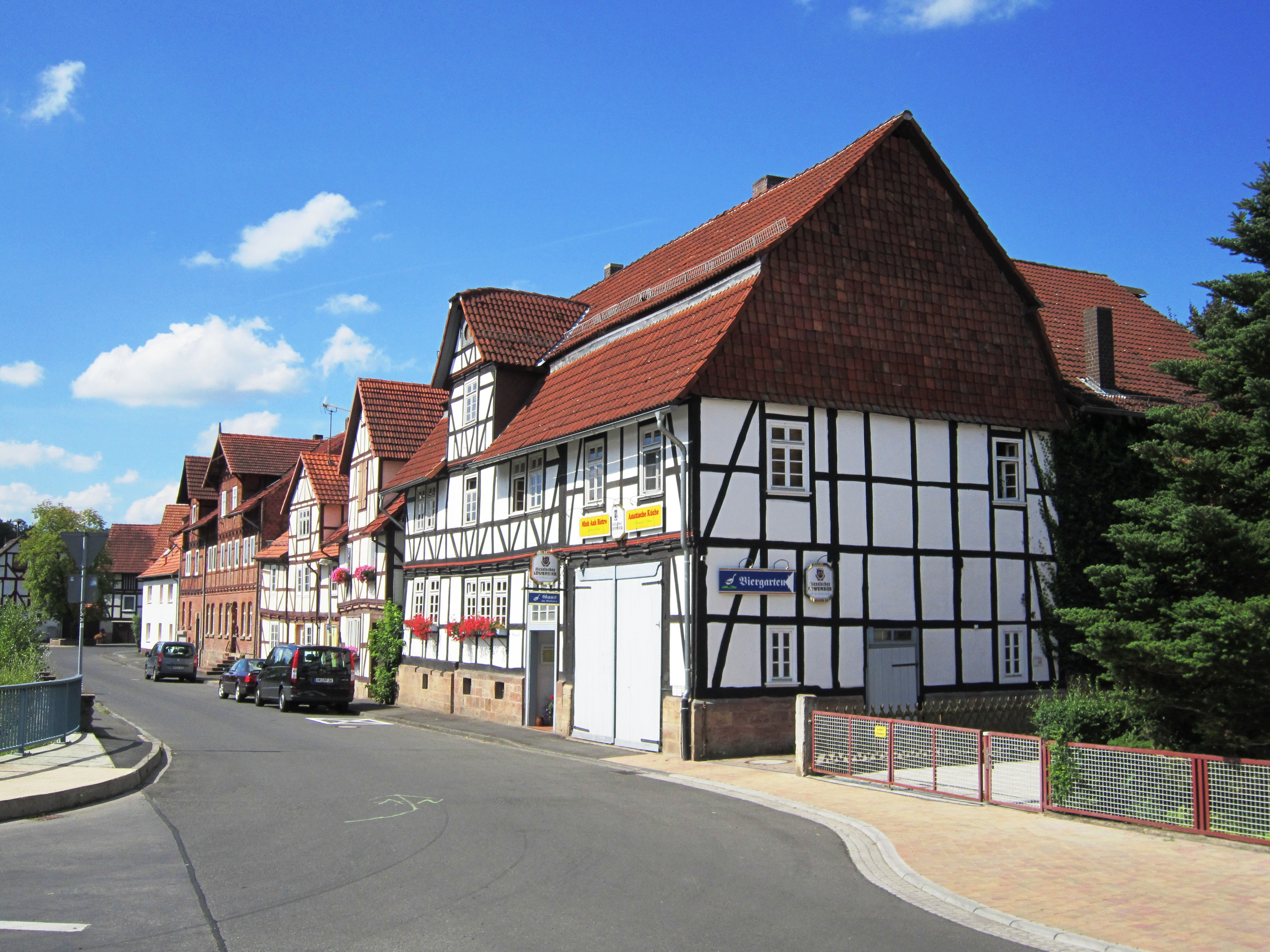
Dorpsgezicht
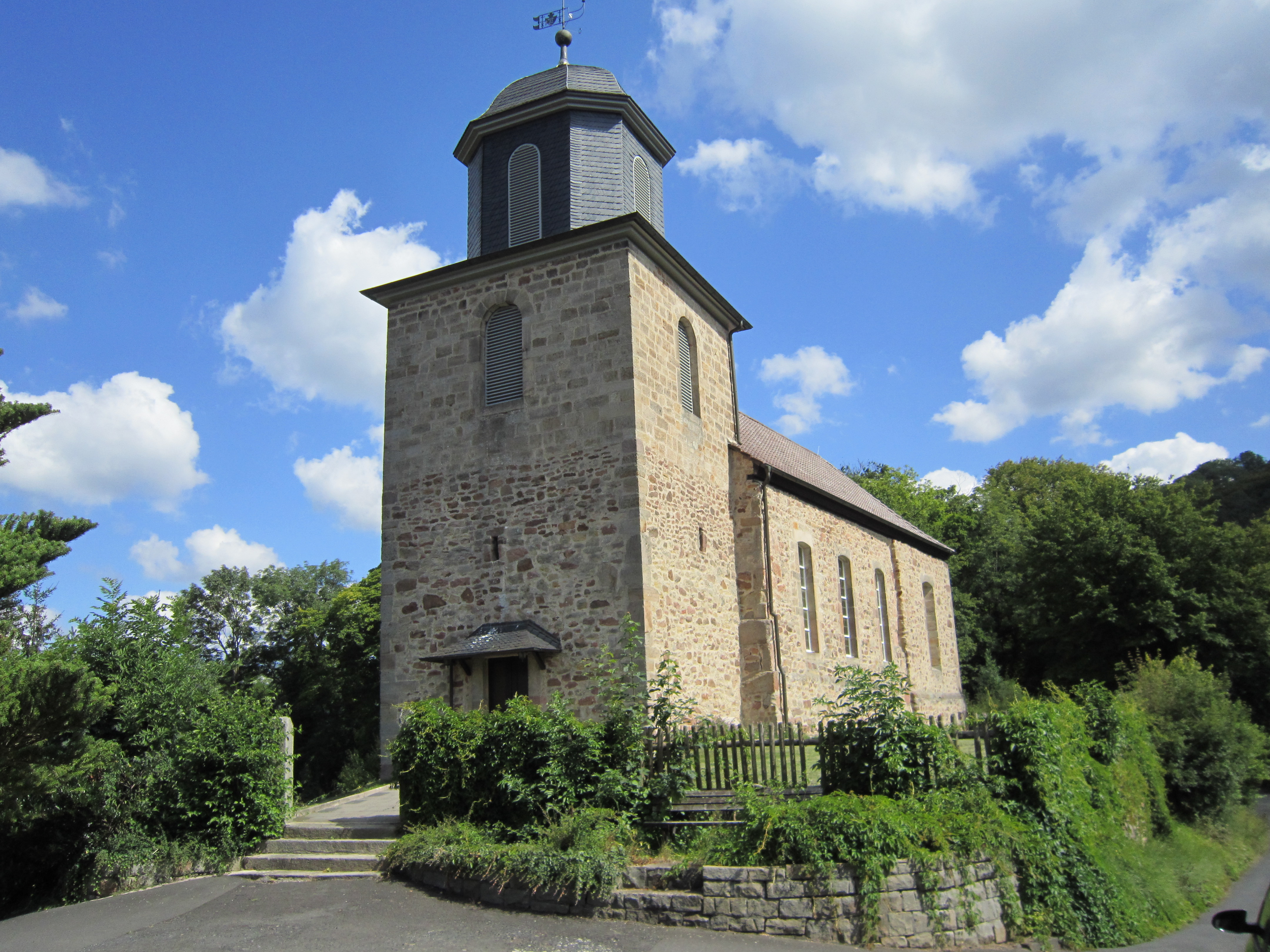
kerk
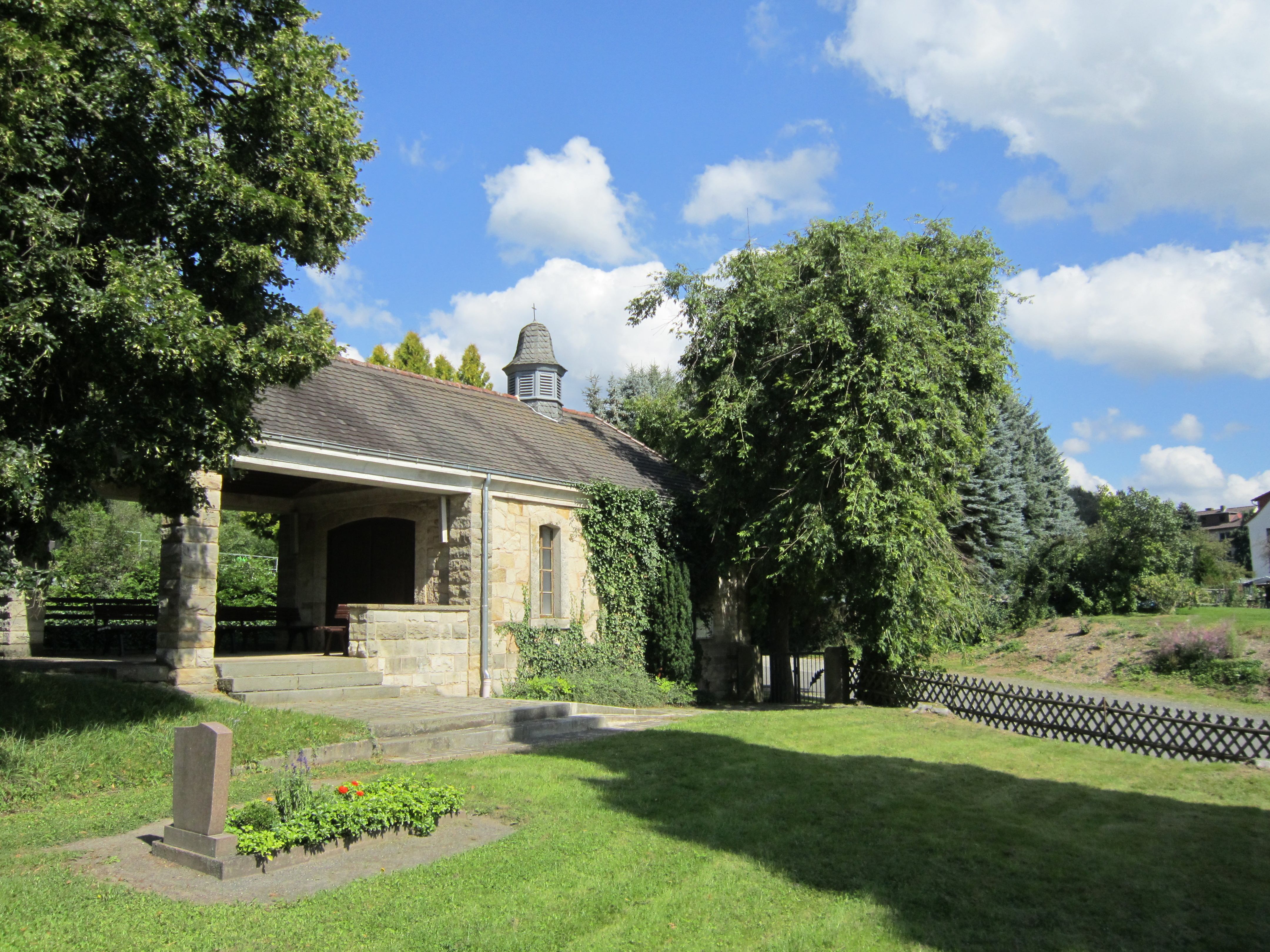
kerkhof
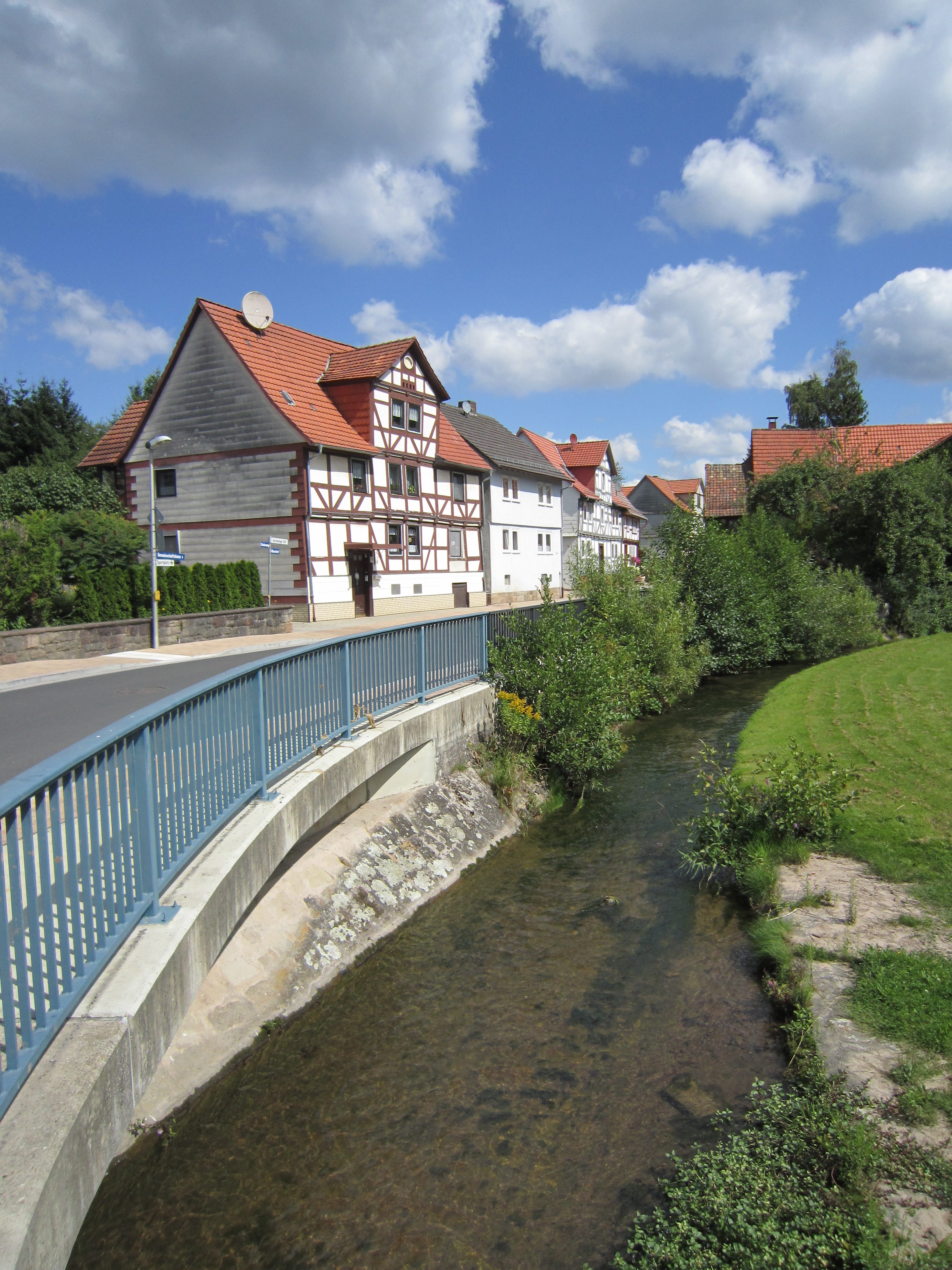
riviertje de Esse stroomt door Elbersdorf
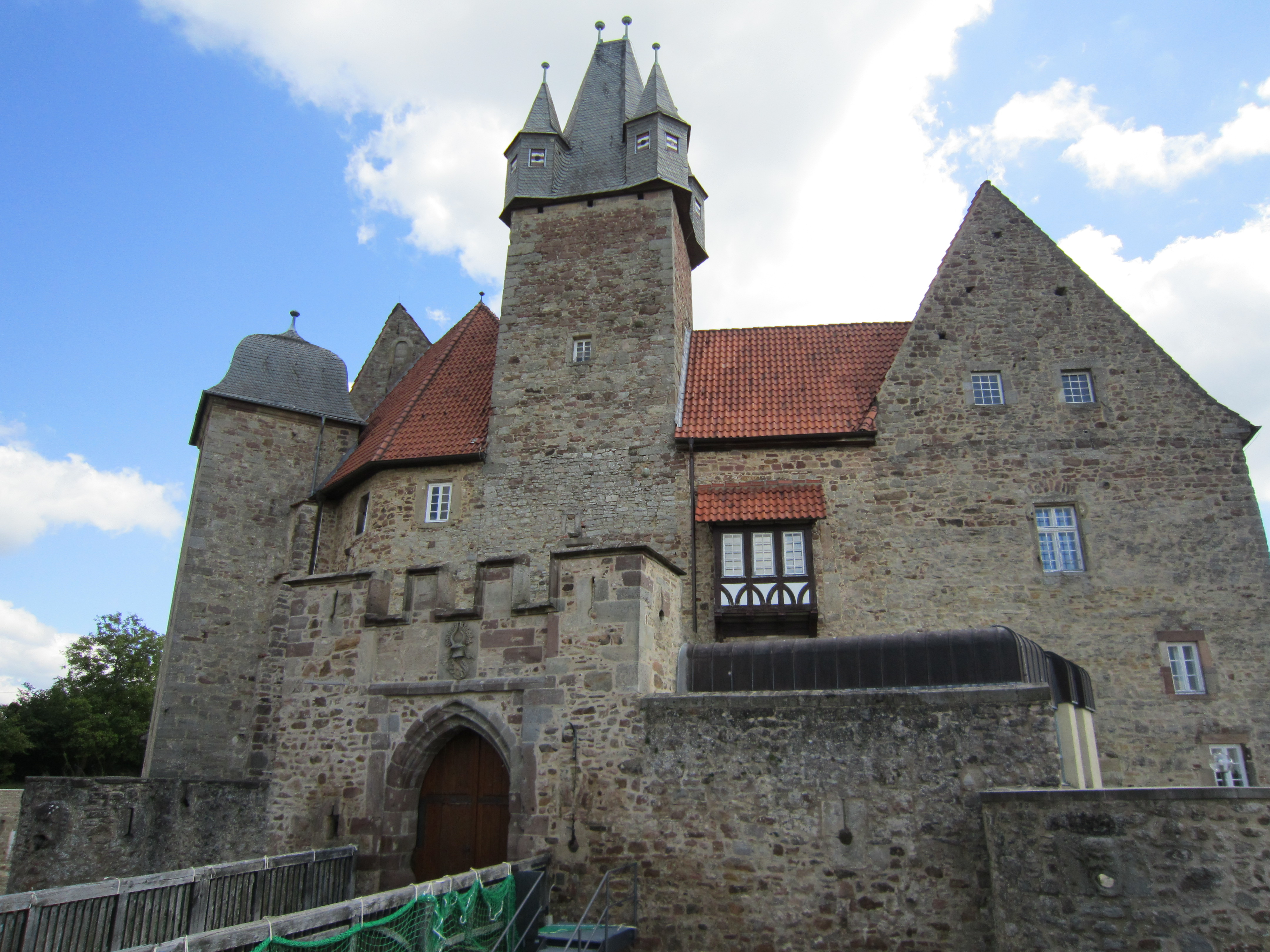
Schloss Spangenberg bij Elbersdorf